# Der Hund von Blackwood Castle
Der Hund von Blackwood Castle ist ein Kriminalfilm aus dem Jahr 1968. Die Produktion aus der Reihe der deutschen Edgar-Wallace-Filme entstand unter der Regie von 
Alfred Vohrer. In den Hauptrollen sind Heinz Drache und Karin Baal zu sehen.

## Handlung
Ein gewisser Mr. Tucker will das englische Schloss Blackwood Castle aufsuchen. Er wird jedoch in eines der nahegelegenen Moore gelockt und von einem Hund mit Giftzähnen getötet. Lady Agathy Beverton, die Wirtin des benachbarten Gasthauses Old Inn, ist beunruhigt, weil sie das furchterregende Heulen eines Hundes hörte und ihr Übernachtungsgast Mr. Tucker spurlos verschwunden ist. Ihr Bruder Lord Henry Beverton und der ebenfalls anwesende Arzt Doc Adams wollen davon nichts mitbekommen haben. Ein weiterer Gast, der angebliche Jäger Humphrey Connery, beobachtet, wie Tuckers Leiche im Moor versenkt wird. Aber auch er behauptet später, nichts Auffälliges bemerkt zu haben.
Am nächsten Tag erscheint die 22-jährige Jane Wilson auf Blackwood Castle, wo sie von dem unheimlichen Diener Grimsby und dem Anwalt Robert Jackson, dem Nachlassverwalter der Familie, erwartet wird. Der kürzlich verstorbene Kapitän Allan Thurnby Wilson, Janes Vater, hat ihr das verfallene Schloss hinterlassen. Jackson will es sofort für 10.000 Pfund veräußern. Doch Jane, die ihren Vater 10 Jahre lang nicht gesehen hat, weigert sich, die Verkaufsvollmacht zu unterschreiben. Etwas später beobachtet Jane, wie ein Mann namens Edward Baldwin dem Anwalt sogar 20.000 Pfund für das Schloss bietet. Jackson lehnt das Angebot ab und behauptet, dass das Haus unverkäuflich sei. Jane beschließt kurzerhand, Blackwood Castle zu behalten und in das heruntergekommene Schloss einzuziehen.
In der Nacht geschehen unheimliche Dinge. Vor Janes Schlafzimmer erscheint ein Skelett, der Diener Grimsby wird im Keller von einer Python aus Kapitän Wilsons Reptiliensammlung angegriffen und später findet die junge Frau eine der Schlangen in ihrem Bett. Aus dem Moor ertönt abermals das Heulen eines Hundes. Diesmal fällt Edward Baldwin der mordlüsternen Bestie zum Opfer. Doc Adams beobachtet, wie Humphrey Connery die Leiche in den Kofferraum seines Wagens lädt. Kurze Zeit später erscheint der Diener Grimsby am Tatort, um nach dem Toten zu suchen.
Anwalt Robert Jackson staunt nicht schlecht, als er in den Morgenstunden den ermordeten Baldwin in der Schlosshalle findet. Jane verständigt Scotland Yard, dessen Chef Sir John den Fall persönlich übernimmt. Seine Sekretärin Miss Mabel Finley nimmt er einfach mit. Der Polizeiarzt Dr. Sheppard vermutet, dass die tödlichen Bisse auf die Verwendung von Schlangengift hinweisen. Beim Abtransport von Baldwins Leiche finden Sheppard und einige Polizisten den Anwalt tot in seinem brennenden Wagen in einer Sandgrube. Als die Beamten zum Krankenwagen zurückkehren, ist Baldwins Leiche weg. Sie wird nach Einbruch der Dunkelheit von Grimsby im Moor beseitigt.
Sir John holt bei Lady Agathy und Lord Henry Beverton, mit denen er seit Jahren bekannt ist, Erkundigungen nach den verschwundenen Männern ein. Die Bevertons waren einst Schlossherren auf Blackwood Castle, verkauften dieses aber vor Jahren an Kapitän Wilson und betreiben seitdem das Old Inn. Da tauchen neue Gäste auf: Douglas Fairbanks und seine Freundin Dorothy Cornick, die auch ein Verhältnis mit Humphrey Connery hat. Catherine Wilson, die geschiedene Frau von Kapitän Wilson und einst eine gefeierte Sängerin, tritt inzwischen erfolglos in einem Nachtclub im Londoner Stadtteil Soho auf. Doc Adams begibt sich dorthin und erzählt ihr von der Erbschaft ihrer Tochter Jane. Catherine fährt nach Blackwood Castle. Jane reagiert distanziert auf ihre Mutter, die sich seit 10 Jahren nicht um sie kümmerte und sich jetzt vor allem für den Verkauf des Schlosses interessiert. Im Moor wird Douglas Fairbanks von einem Hund verfolgt, den Connery im letzten Moment erschießt. Da taucht erneut jemand auf, der sich für Blackwood Castle interessiert: Ken Nelson, der vorgibt, Historiker zu sein und sich für alte Schlösser zu interessieren.
Der Scotland-Yard-Chef findet heraus, dass Fairbanks, Nelson und die Ermordeten Baldwin und Tucker auf der Besatzungsliste von Kapitän Wilsons Schiff standen. Miss Finley kommt dahinter, dass auf diesem Schiff, der President Monroe, vor einigen Jahren eine wertvolle Juwelensammlung verschwand. Fairbanks und Nelson begeben sich in das Mausoleum von Blackwood Castle. Erst nachdem Lord Henry Beverton und Doc Adams im Old Inn eine geheimnisvolle Mechanik betätigen, können Fairbanks und Nelson den Sarg öffnen, um sich vom Tod des Kapitäns zu überzeugen. Etwas später glaubt Fairbanks, den Toten im Old Inn gesehen zu haben. Nelson wird auf rätselhafte Weise ermordet. Gerade als man die Leiche abtransportiert, erscheint Tom Heyes, ein weiteres ehemaliges Besatzungsmitglied der President Monroe. Nachdem Grimsby im Keller einen Hund mit vergifteten Zähnen ausgestattet hat, wollen Heyes und Fairbanks das Schloss nach den Juwelen durchsuchen. Als sich Catherine Wilson dem Ganoven Fairbanks in den Weg stellt, wird sie erschossen. Jane wird von Connery und seiner Gehilfin Dorothy Cornick aus dem Schloss geholt. Heyes wird bei seiner Flucht von einem Hund verfolgt und versinkt im Moor.
Humphrey Connery gibt im Yard zu Protokoll, dass er im Auftrag einer Gesellschaft arbeitet, bei der die verschwundene Juwelensammlung versichert war. Dorothy Cornick hatte als seine Assistentin den Auftrag, Douglas Fairbanks auszuspionieren. Letzterer stellt im Old Inn gerade Lord Henry Beverton und Doc Adams zur Rede. Die beiden vermuten das Versteck der Juwelen bei den Schlangen im Keller. Zur gleichen Zeit wird Jane Wilson in Connerys Wohnung in Sicherheit gebracht, wo sie einen mysteriösen Anruf erhält. Unterdessen durchsucht Fairbanks den Keller von Blackwood Castle. Er traut seinen Augen nicht, als er dort dem quicklebendigen Kapitän begegnet. Fairbanks stürmt in die Schlosshalle, wo er von Sir John verhaftet wird. Im Mausoleum öffnen Sir John und Humphrey Connery den Sarg, in dem sich die Leiche des Kapitäns befindet. Lady Agathy Beverton berichtet Miss Finley, dass ihr Bruder und Doc Adams ein Verbrechen begangen haben. In der Zwischenzeit haben die beiden beschlossen, den Kapitän nicht mehr aus dem Sarg zu lassen und selbst die Juwelen zu bergen. Doch Lord Henry wird verhaftet. Doc Adams wird mit den Juwelen von Kapitän Wilson und Humphrey Connery überrascht, die inzwischen gemeinsame Sache machen und das Schicksal des Arztes den Hunden mit den präparierten Giftzähnen überlassen.
In der Schlosshalle erschießt Connery den Kapitän und täuscht dem eingetroffenen Sir John vor, den einzigen Hauptverbrecher gestellt zu haben. Da stürmt Jane Wilson hinzu, um Connery als Komplizen des Kapitäns zu entlarven. In Connerys Wohnung hatte sie einen Anruf von ihrem totgeglaubten Vater erhalten. Dieser glaubte, mit Dorothy zu sprechen, und gab Anweisung, Douglas Fairbanks zu ermorden. Neben der geständigen Dorothy werden nun auch Connery sowie der Diener Grimsby verhaftet.

## Entstehungsgeschichte

### Vorgeschichte und Drehbuch
Die 1967 gestarteten Edgar-Wallace-Filme Die blaue Hand und Der Mönch mit der Peitsche erwiesen sich für Horst Wendlandts Rialto Film und den Verleih Constantin Film abermals als gutes Geschäft. Anfang 1967 sahen die laufenden Planungen vor, noch im Herbst des gleichen Jahres mit den Dreharbeiten für den Wallace-Film Der Engel des Schreckens zu beginnen. Der Film, der zugleich Rialtos 25. Wallace-Jubiläumsfilm werden sollte, hätte wie Das Geheimnis der weißen Nonne mit der Tochtergesellschaft Rialto Film Preben Philipsen Ltd. in London realisiert werden sollen. Der geplante englische Titel war Angel of Terror.
Gleichzeitig traf Rialto Film Vorbereitungen für weitere Edgar-Wallace-Filme. Im Mai 1967 erhielt Franz Seitz junior den Auftrag, unter seinem Pseudonym Georg Laforet das heute nicht mehr auffindbare Drehbuch mit dem Titel Der schwarze Hund von Blackwood Castle zu schreiben. Es folgte eine im Sommer 1967 fertiggestellte Überarbeitung durch Herbert Reinecker unter dessen Pseudonym Alex Berg. Der Hund von Blackwood Castle, wie der Film letztlich heißen sollte, basiert nur auf Motiven von Edgar Wallace. Er knüpft jedoch an den Sherlock-Holmes-Roman Der Hund von Baskerville  (Originaltitel: The Hound of the Baskervilles) von Arthur Conan Doyle an. Als Kinostart für das Projekt war zunächst der 5. März 1968 vorgesehen.
Nachdem die britische Rialto Film bereits nach der Herstellung von Das Geheimnis der weißen Nonne die Produktion wieder einstellte, wurde die Realisierung des Films Der Engel des Schreckens auf unbestimmte Zeit verschoben. Daneben konnte Horst Wendlandt noch weitere Vorhaben wie den Abenteuerfilm Die große Treibjagd unter der Regie von Alfred Vohrer nicht realisieren. Das fertige Drehbuch zu dem Film Der Hund von Blackwood Castle veranlasste Wendlandt, mit dem Projekt eher als geplant zu beginnen. Da man den neuen Jubiläumsfilm nunmehr problemlos bis Januar 1968 fertigstellen konnte, eröffnete sich außerdem die Möglichkeit, eine feierliche Uraufführung im Rahmen des alljährlich Mitte Januar stattfindenden Mathäser-Filmballs zu veranstalten. Um das zu verwirklichen, musste der Film bis Ende 1967 vollendet sein.

### Besetzung
Eine erste Ankündigung nannte neben Regisseur Harald Reinl die Darsteller Heinz Drache, Karin Baal, Peter Pasetti, Siegfried Schürenberg, Horst Tappert, Ilse Pagé und Ralf Wolter. Reinl war im Herbst 1967 mit den Dreharbeiten und der Fertigstellung des Jerry-Cotton-Films Dynamit in grüner Seide beschäftigt. Er befasste sich parallel dazu bereits mit Der Hund von Blackwood Castle und stattete dem vorgesehenen Drehort Schloss Hastenbeck, das schon in Der unheimliche Mönch zu sehen war, einen Besuch ab. Nach der Vorverlegung der Dreharbeiten wurde das Projekt Der Hund von Blackwood Castle an den Regisseur Alfred Vohrer abgegeben, der mit seiner Assistentin Eva Ebner noch einige Änderungen am Drehbuch vornahm. So wurde die Schlussszene, die in Reineckers Drehbuch im Mausoleum spielt, vor das Schloss verlegt. Als Drehort wählte man nunmehr ausschließlich West-Berlin. Immerhin konnte die geplante Besetzung der Hauptrollen bis auf zwei Änderungen beibehalten werden. Peter Pasetti wurde durch Hans Söhnker ersetzt und Ralf Wolter durch Alexander Engel.
Heinz Drache, der in der Reihe erstmals einen Schurkenpart übernahm, beendete mit diesem Film seine Kinokarriere. Er widmete sich danach dem Theater und übernahm gelegentlich Fernsehrollen. Ebenfalls in einer Gaunerrolle wirkte erstmals Horst Tappert in einem Film der Serie mit. In den beiden Wallace-Filmen Der Gorilla von Soho (1968) und Der Mann mit dem Glasauge (1969) sollte er die Rolle des Ermittlers spielen. Bei diesem Film löst hingegen nicht, wie sonst üblich, ein Inspektor den Fall, sondern Scotland-Yard-Chef Sir John, gespielt von Siegfried Schürenberg.
Daneben verpflichtete man weitere in früheren Edgar-Wallace-Filmen eingesetzte Darsteller wie Agnes Windeck, Mady Rahl, Uta Levka, Tilo von Berlepsch, Harry Wüstenhagen, Kurd Pieritz, Arthur Binder, Rainer Brandt und Kurt Waitzmann. Der Schauspieler Otto Stern wirkte auch im nächsten Edgar-Wallace-Film Im Banne des Unheimlichen mit. Regisseur Alfred Vohrer und Eva Ebner sind in Komparsenrollen in der Szene vor dem Nachtclub zu sehen.

### Produktion
Die Dreharbeiten für den im Breitwandformat 1:1,66 produzierten Farbfilm (Eastmancolor) fanden von 16. Oktober bis 27. November 1967 in West-Berlin statt. Auf London-Aufnahmen wurde, zum dritten Mal in Folge, gänzlich verzichtet. In Der Hund von Blackwood Castle sind unter anderem folgende Drehorte zu sehen:
- Holzbrücke zum Beelitzer Jagdschirm auf der Pfaueninsel: Mord an Mr. Tucker
- Fregattenschuppen auf der Pfaueninsel: Beseitigung der Leiche von Mr. Tucker
- Schloss Pfaueninsel: Blackwood Castle, außen
- Spandauer Tor mit Nachbargebäude in Berlin-Kladow: Tor von Blackwood Castle
- Sandgrube im Jagen 86 im Grunewald: Sandgrube

Drehorte in Berlin
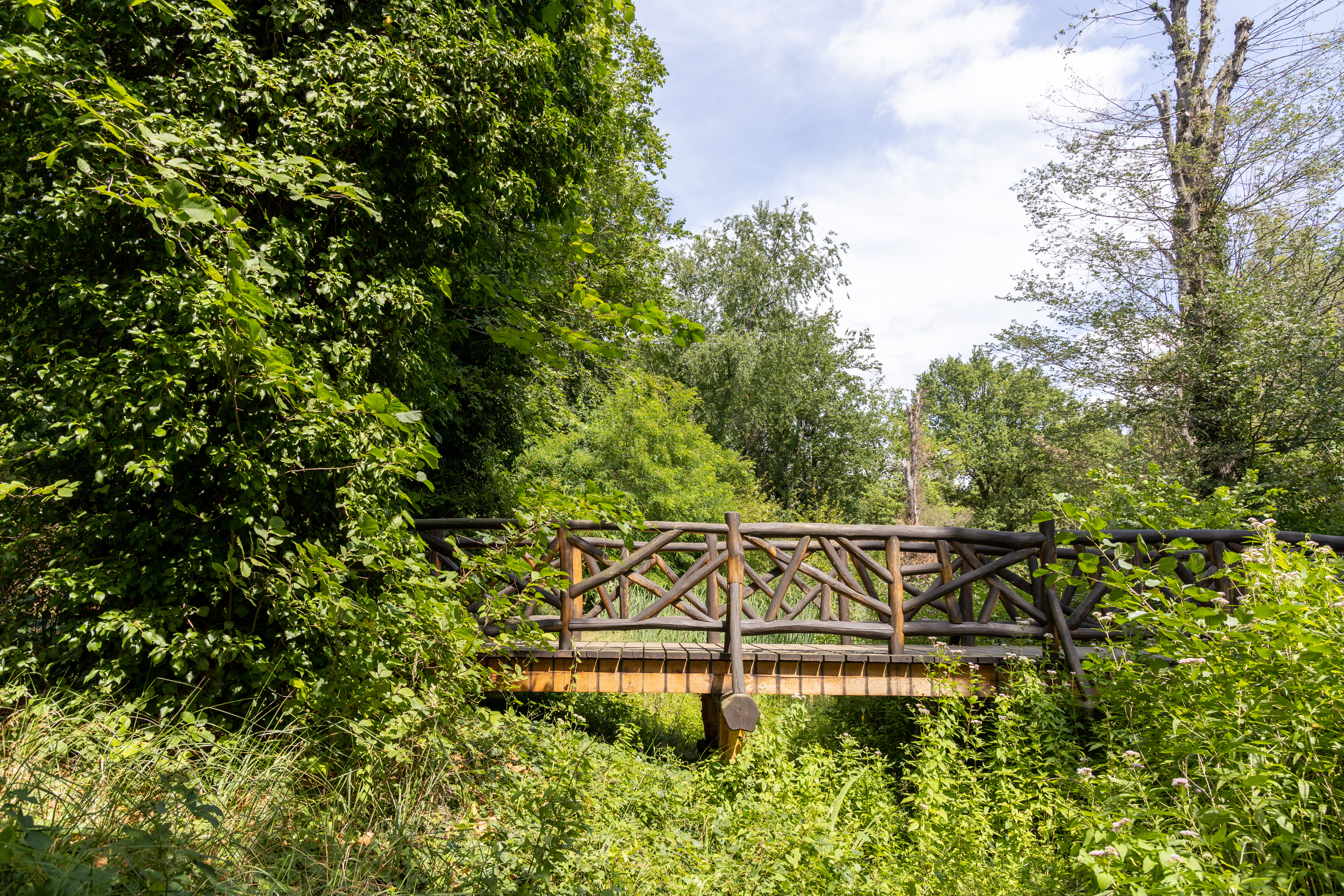
Holzbrücke auf der Pfaueninsel
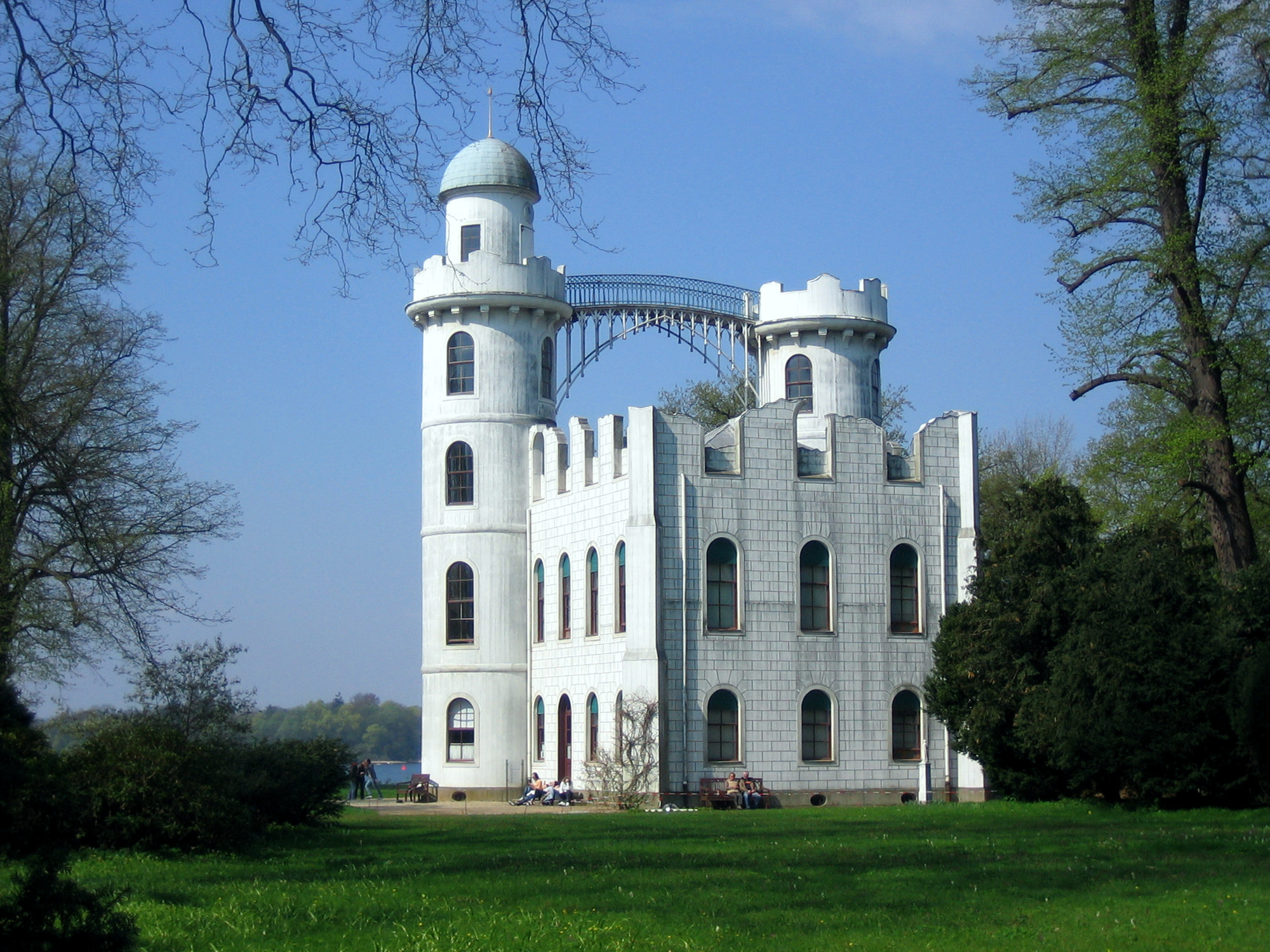
Schloss Pfaueninsel
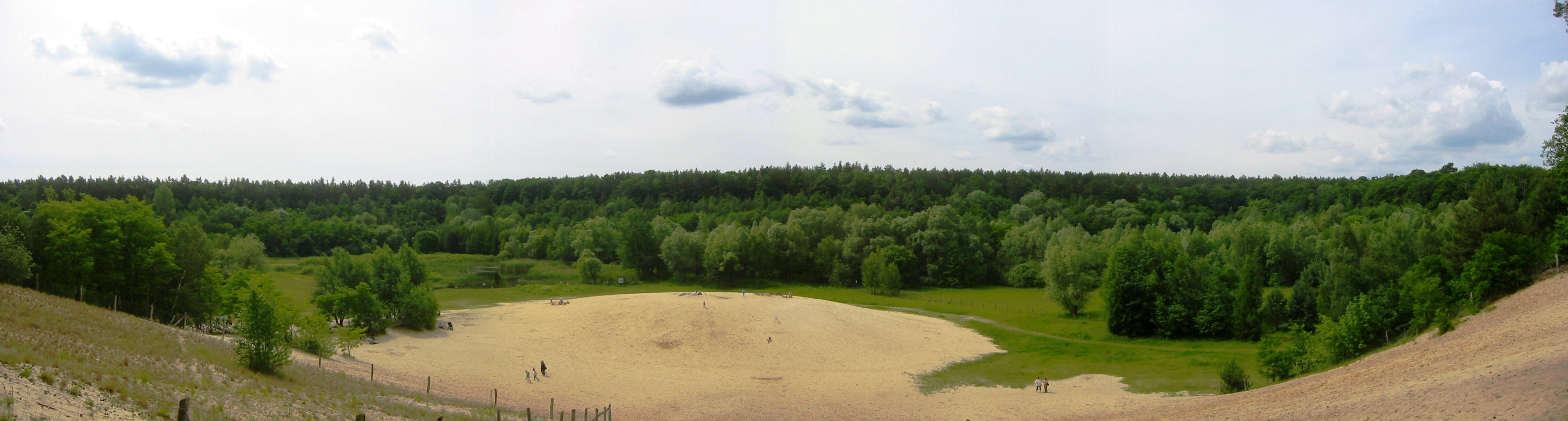
Sandgrube im Jagen 86 im Grunewald
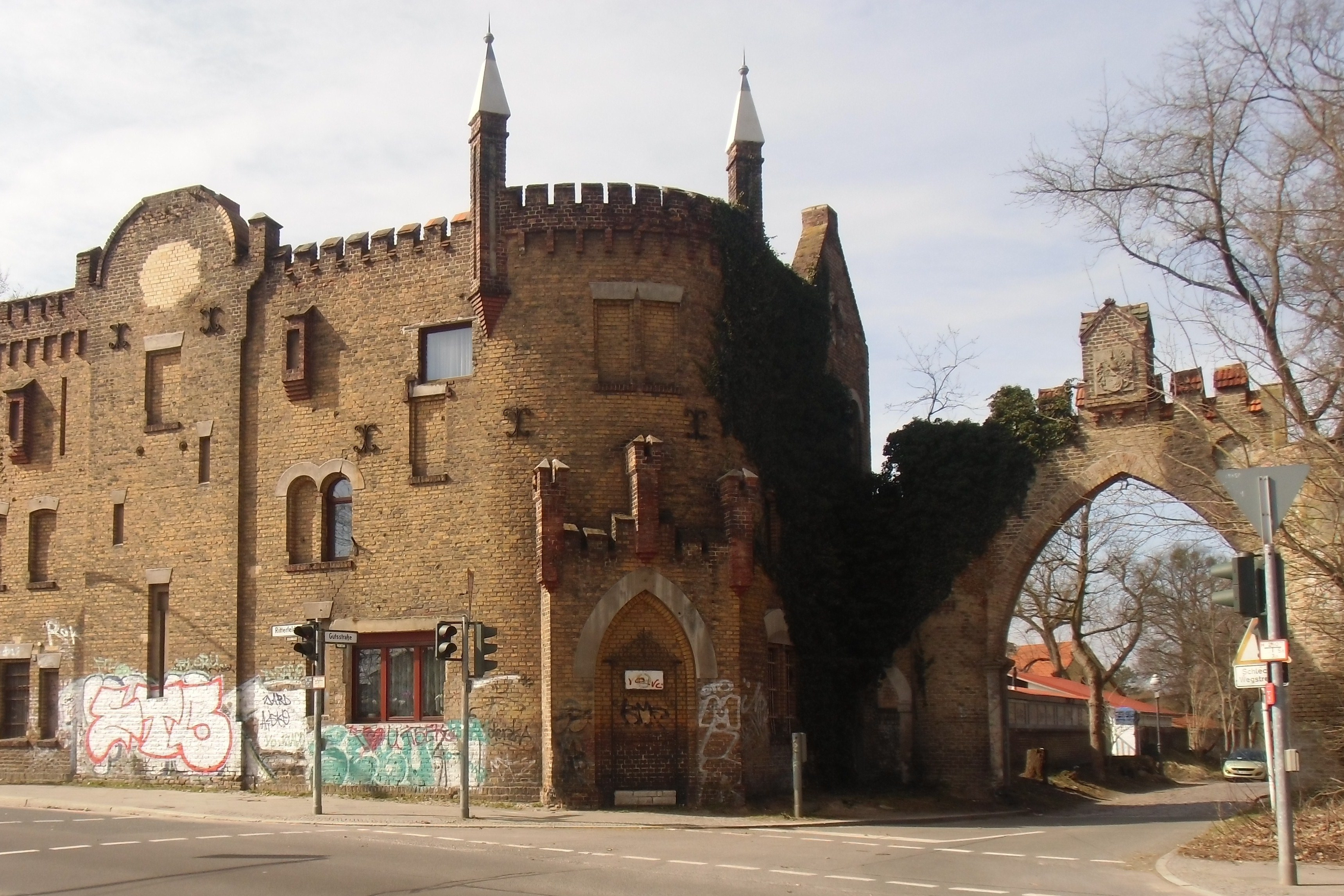
Berliner Tor in Berlin-Kladow
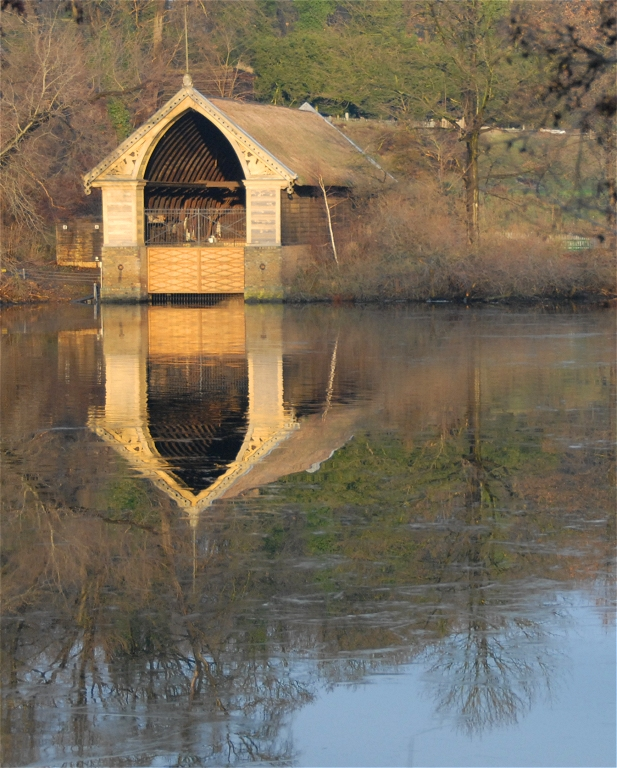
Fregatten-Schuppen auf der Pfaueninsel

Als Filmatelier dienten die Studios der CCC-Film in Berlin-Haselhorst. Die Filmbauten stammten von Wilhelm Vorwerg und Walter Kutz. Für die Kostüme war Ina Stein verantwortlich. Die Produktionsleitung übernahm Wolfgang Kühnlenz, die Herstellungsleitung Erwin Gitt. Regieassistentin war Eva Ebner, die später zu den Dreharbeiten erzählte: „Rainer Brandt spielte darin einen von Hunden verfolgten Gangster. In seiner Not sollte er in ein Moor rasen, das speziell für diese Szene auf dem CCC-Studiogelände ausgehoben war. Wir drehten nachts, es war kalt und nieselig. Rainer kam in einem eleganten, weißen Fellmantel zum Drehort und wollte sich zunächst der Kälte wegen nicht von ihm trennen. Aber das kam nicht in Frage: zum Drehen war ein hellbrauner Trenchcoat vorgesehen – und den musste er anziehen. Die Szene gelang, Rainer war fertig und verschwand durchnässt in der Garderobe. Später, frisch gewaschen und geföhnt, tauchte er wieder am Set auf. Er hatte natürlich wieder seinen schönen Fellmantel an, stellte sich neben mich an den Rand des ‚Moors‘ und verfolgte die Dreharbeiten mit dem Hund, der durch das trübe Wasser hetzte. Die Nacht war kalt, die Stimmung auf dem Nullpunkt, als ich aus reinem Übermut und um die Stimmung etwas aufzuheitern sagte: ‚So – und nun gehen wir alle geradeaus.‘ Der einzige, der das Moor in- und auswendig kannte, war Rainer Brandt. Nichtsdestotrotz machte er einen großen Schritt vorwärts. Ich hörte ihn noch ‚Oh, mein Gott!‘ sagen, als er auch schon in der Tiefe des Moores verschwand – samt Fellmantel natürlich. Später sagte der entnervte Gardrobiere zu mir: ‚Da kannst du mal sehen, Evchen, was die Schauspieler alles tun, um einen neuen Mantel zu bekommen.‘ In diesem seltenen Fall hat er den Schauspielern im Allgemeinen und Rainer Brandt im Besonderen Unrecht getan…“
(Einer anderen Version zufolge brüllte Brandt weniger vornehm: "Scheiße!", bevor er im Moor versank.)

### Filmmusik
Die Filmmusik stammt aus der Feder von Peter Thomas, der für Der Hund von Blackwood Castle seinen 14. Soundtrack zu einem Edgar-Wallace-Film komponierte. Für das Titelthema entschloss er sich zu einem sehr verjazzten Arrangement, das von der Sprechstimme des eigentlichen Gitarristen Joe Quick begleitet wurde. Auf der 1992 erschienenen Doppel-CD und der gleichnamigen, im Folgejahr veröffentlichten Einzel-CD Peter Thomas – Film Musik waren folgende Stücke mit einer Gesamtlaufzeit von 8:36 Minuten enthalten:
- Der Hund von Blackwood Castle (Titelmusik)
- Into The Swamp
- Boldwyn Is Out
- Bossa For Jane
- Take A Bite

Die Titelmusik und das Stück Bossa For Jane erschienen ebenfalls auf der CD The Best of Edgar Wallace aus dem Jahr 2002.
Der Titel Boldwyn Is Out, bei dem es sich um die nicht mit Gesang synchronisierte Instrumentalversion der Titelmusik handelt, wurde von Peter Thomas für eine Szene des Films Zum Teufel mit der Penne (1968) wiederverwendet.

### Postproduktion
Einige gedrehte Szenen wurden beim Endschnitt des Films entfernt:
1. Nach etwa 10 Minuten kommt Mr. Baldwin (Kurd Pieritz) mit dem Taxi vor Blackwood Castle an und sagt zum Fahrer: „Warten Sie bitte hier!“
2. Nach etwa einer halben Stunde, bevor Sir John (Siegfried Schürenberg) und Miss Finley (Ilse Pagé) auf Blackwood Castle eintreffen, diskutieren sie während der Autofahrt über englische Schlösser.
3. In der Schlussszene des Films sagt Sir John zu Lady Agathy (Agnes Windeck) mitleidsvoll: „Wenn er sich gut führt, zwei Jahre, dann hast Du ihn wieder.“ Lady Agathy sagt daraufhin: „Um Gottes Willen Archie. Das ist ja viel zu wenig. Fünf Jahre, das wäre fabelhaft. Dann könnte ich inzwischen endlich unseren alten Gasthof als Hotel erster Klasse umbauen. Ich werde mich sofort mit meinem Jugendfreund Sir Cock…“, Sir John unterbricht: „Cocks Reisebüro!?“ Agathy fährt fort: „…in Verbindung setzen und als Touristenattraktion erster Klasse einen Vertrag abschließen.“ Lady Agathy wendet sich an Jane (Karin Baal): „Ich könnte ein tüchtiges Mädchen wie Sie gut gebrauchen.“ Jane antwortet: „Angenommen; aber nur wenn wir mein Schloss als Hotel gleich mit dazu nehmen.“ Sir John: „Fabelhaft, Jane. Der erste Gast bei Euch bin ich, denn nach diesem Fall habe ich Erholung dringend nötig.“ Miss Finley ergänzt schmunzelnd und sich an Sir John kuschelnd: „Und ich komme mit und bereite Ihnen den Tee!“ Alle lachen.

## Rezeption

### Veröffentlichungen
Der Film wurde am 22. Dezember 1967 von der FSK ab 12 Jahren freigegeben. Am 18. Januar 1968 wurde der Film im Rahmen einer Jubiläumsfeier im Mathäser-Filmpalast in München uraufgeführt. Unter den Gästen befanden sich zahlreiche Persönlichkeiten, die bei den Edgar-Wallace-Filmen Rang und Namen hatten, darunter Joachim Fuchsberger und Karin Dor. Wolfram Engelbrecht, der damalige Präsident des Hauptverbandes Deutscher Filmtheater (heutiger Name HDF Kino), überreichte Horst Wendlandt auf der Bühne eine Goldene Leinwand für besondere Verdienste in der Filmwirtschaft. Anschließend fand der Mathäser-Filmball statt.
Trotz der allein durch die Jubiläumsfeier umfangreichen Berichterstattung sahen Der Hund von Blackwood Castle während der Erstaufführungszeit nur rund 1,2 Millionen Zuschauer. Damit war der Film im Kino weniger erfolgreich als alle vorherigen Edgar-Wallace-Produktionen der Rialto. Bei den damals durchgeführten Umfragen des Fachblattes Filmecho/Filmwoche, bei denen die Kinobesucher aktuelle Filme auf einer Skala von 1 (ausgezeichnet) bis 7 (sehr schlecht) bewerteten, schnitt der Film mit der Note 2,9 ab. Zum Vergleich: Der vorherige Edgar-Wallace-Film Der Mönch mit der Peitsche (1967) erhielt noch die Note 2,4. Auch der nachfolgende Wallace-Krimi Im Banne des Unheimlichen (1968) wurde mit der Note 2,5 etwas besser bewertet. Durch Wiederaufführungen vor allem in Jugendvorstellungen und Wiederholungen im Fernsehen wurde Der Hund von Blackwood Castle dennoch ein Erfolgsfilm.
Der Film wurde auch im Ausland vermarktet und lief dort unter anderem unter den folgenden Titeln:
- Dänemark: Uhyret fra Black Castle
- Frankreich: Le château des chiens hurlants
- Griechenland: To teras tou mavrou kastrou
- Italien: Giallo cobra
- Vereinigte Staaten: The Monster of Blackwood Castle / The Horror of Blackwood Castle

Im deutschen Fernsehen wurde der Film erstmals am 18. Januar 1974, also genau sechs Jahre nach seiner Uraufführung, im ZDF ausgestrahlt. Dafür wurde der Film um die Szene gekürzt, in der Grimsby (Arthur Binder) eine Schlange aus dem Terrarium nimmt und die Hundezähne mit deren Gift präpariert. 1991 erfolgte eine Veröffentlichung als Kaufvideo des Films. In den Video- und Fernsehfassungen fehlte weiterhin die gekürzte Szene. Inzwischen erschien der Film in der ungekürzten Kinofassung auf DVD.

### Kritik
„Vohrers Inszenierung ist auf Tempo und Effekt bedacht, so dass sich die Zuschauer bei der verlässlichen Leichenlieferung keine Minute langweilen.“

„In ihrem Jubiläumsfilm, dem 25. der erfolgreichsten deutschen Filmserie der Nachkriegszeit, haben Produzent Horst Wendlandt, Autor Alex Berg und Regisseur Alfred Vohrer eine besonders fesselnde und spannungsgeladene Story nach Motiven aus dem nachgelassenen Werk des englischen Krimi-Altmeisters auf die Leinwand gebracht.“

„Der 25. Edgar-Wallace-Krimi der Berliner Rialto Film zeigt trotz aufwendigerer Inszenierung erste Abnutzungserscheinungen der Kinoserie. Den Machern gingen die Ideen aus, und auch die wenigen renommierten deutschen Schauspieler waren langsam verschlissen.“

„Der 25. Edgar-Wallace-Krimi ist etwas aufwendiger gestaltet und bietet harmlose Unterhaltung, bei der sich Grusel- und Klamaukzutaten die Waage halten.“

„Die nur mäßig spannende, die Gruseleffekte und den Klamauk mancher früheren Beispiele reichlich wiederholende 25. deutsche Edgar-Wallace-Verfilmung. Notfalls ab 14.“

## Sonstiges
Für die Wallace-Film-Parodie Der Wixxer (2004) diente der Filmtitel als Inspiration für das Schloss Blackwhite Castle.